# 台灣共識
台灣共識，台灣政治名詞，由時任民主進步黨主席的蔡英文於2011年提出的政治主張，作為其總統大選政見之一。不採用馬英九政府支持的九二共識、維持現狀作為兩岸基礎，主張先以民主程序匯集台灣各政黨間對於台灣海峽兩岸關係的共識，再以此作為中華民國與中華人民共和國之間的談判基礎。但許多評論者認為，臺灣自身都很難歸結出共識，仍有待討論。
中華人民共和國將這個主張歸為柔性台獨。
台灣共識有很多方面，維持台海和平和政黨輪替汰換不適任的政府是目前較無爭議的台灣共識。

## 內容
「台灣共識」一詞，由蘇貞昌首創，他提出「生存是王道，民主是基石」，意為如何在「確保主權」前提下讓台灣保有國際空間。
「台灣共識」這個術語出現於2011年8月，民主進步黨在蔡英文主導之下修正了之前蘇貞昌的說法，作為她在2012年中華民國總統選舉競選總統的政見。2011年8月23日，蔡英文競選總統辦公室公布了《十年政綱》的〈國家安全戰略篇〉與〈兩岸經貿發展篇〉，首次提出這個術語。蔡英文認為，因為台灣內部對於中國大陸的態度還沒有形成共識，無法讓中華民國政府展開對中國大陸的談判。她希望能透過民主程序，以立法及公投凝聚起台灣內部的共識，能透過民主程序的討論在不同立場中找出共同點，再以此共識作為與中國大陸談判的基礎。

## 背景
2011年8月，於民主進步黨在蔡英文主導之下，「台灣共識」這個術語出現了，作為她在2012年中華民國總統選舉競選總統的政見。2011年8月23日，蔡英文競選總統辦公室公布了《十年政綱》的〈國家安全戰略篇〉與〈兩岸經貿發展篇〉，首次提出這個術語。
蔡英文認為，因為台灣內部對於中國大陸的態度還沒有形成共識，無法讓中華民國政府展開對中國大陸的談判。她希望能透過民主程序，以立法及公投凝聚起台灣內部的共識，能透過民主程序的討論在不同立場中找出共同點，再以此共識作為與中國大陸談判的基礎。

## 協助者意見
2011年8月23日，前中華民國國家安全會議諮詢委員陳忠信說，「台灣共識」是一個統稱，是強調共識凝聚的過程。
2011年9月14日，美國國會山莊舉行歡迎酒會，歡迎蔡英文訪問美國。

## 主要內容

### 不是
1. 2011年8月23日，民進黨主席蔡英文說，兩岸並不存在九二共識，當然沒有「接不接受、承不承認」九二共識的問題[4]。
2. 2011年9月14日，民進黨主席蔡英文說，台灣共識「不是一般的民主多數決問題」、「不是普通的立法或公共議事」、「也不是單純的國內議題」。
3. 2012年1月4日，民進黨政策委員會執行長陳其邁說，台灣共識不等於台獨，而是一個包容台灣多元民主意見的機制；不管是任何政黨主張獨立或統一，或是國民黨所說的一中各表、九二共識，都必須經由台灣人民透過民主機制方式產生[5]。

### 是
1. 2011年8月23日，民進黨主席蔡英文說，必須以全球的、多邊的平衡架構為主，也要有「和而不同，和而求同」的正確態度，兩岸才能發展健康、可長可久的關係[4]。
2. 2011年9月14日在美國國會山莊歡迎酒會，蔡英文說，民進黨相信，台灣須透過全民對話，建立全面的台灣共識，保障主權與權利，與其他國家平等交往[6]。
3. 2011年9月14日在美國國會山莊歡迎酒會，蔡英文說，台灣共識是「一個民主過程」，透過民主程序的討論，「在不同立場中找出共同點，這是台灣共識的開始」；在形成共識的過程中，大家都有自己的想法，台灣須思考能在哪些面向形成共識；若這些共識有進一步立法的需要，就可在立法院立法；「在不同立場中找出共同的可能性，這是台灣共識的真正精神。」「如果我能告訴你『台灣共識是這個或這個』，我就不會說它（台灣共識）是一個需要經民主過程產生的東西[7]。」。
4. 2011年9月14日在美國國會山莊歡迎酒會，蔡英文強調，如果沒有台灣共識，台灣終究只有代表一半民意去面對中國，政府不會有足夠籌碼和支持來面對中國、和中國協商[8]。
5. 2011年9月17日在美國舊金山，蔡英文說，台灣共識就是：大家對這間要蓋的房子，提出規劃與設計的藍圖，且用最好的、最現代的材料來蓋；透過大家參與，一定透明化，也會接受民主的檢驗。她說，「兩岸政策應是國家的議題，而非分裂國民的議題」，台灣對中國政策的看法很分歧，導致成了政治性議題；但台灣已是成熟的民主社會，近來民意也可看出分歧正在縮小；這次總統選舉就是最好的機會，民進黨試圖整合不同立場的人，縮小差距，找出共同空間。她說，九二共識是虛擬的共識，未經台灣人民討論與民主程序，就像是沒有申請執照的鐵皮屋，充其量只是臨時的建築物。[9]
6. 2011年10月3日在日本東京都一場演講中，蔡英文表示，這次總統選舉，民進黨有兩個主要訴求，而第一個訴求是對外關係、尤其對中國關係非常重要；台灣內部必須要有台灣共識，要打開每個人的新心，面對中國大陸、面對世界的立場；台灣不是自己存在，台灣還是要面對中國大陸丶亞洲甚至整個世界，因此必須要擁有強而有力的、能守住台灣主權的立場[10]。
7. 2011年10月8日在高雄市勞工公園，蔡英文演講時說，過去60年，中華民國失去原來建立的國土；在過去62年，中華民國只存在台灣，台灣這塊土地與人民融合在一起，今天絕大多數台灣人民都能認同，「台灣就是中華民國、中華民國就是台灣，這是中華民國的新生」；她說，現在的中國國民黨已經歷60年台灣民主洗禮與幾次總統直選，「現在中華民國政府不是外來的政府，而是一個現在台灣的政府」。陳其邁也說，這是蔡英文首度說出「中華民國就是台灣」[11]。
8. 2012年1月7日在高雄市路竹區，蔡英文演講時表示，沒有民主的台灣不會安定，台灣共識才是安定的來源，政府應該化解社會衝突與不同意見[12]。
9. 2014年2月2日至22日，美國國務院一些外交、國防官員在與來訪的民進黨中國事務部主任趙天麟等人交換過意見後，美方認為，美方希望台海穩定，但前提是不接受片面改變台海現狀，樂見台海兩岸在和平前提下交流；台灣共識是程序而非結論，而且過程充滿變數，恐影響美國「重返亞洲」戰略的穩定與和平[13][14]。

## 評論
2011年9月1日，政治評論家林深靖表示，綜觀蔡英文與施明德的台灣共識，「雖不盡相同，卻大致上都指向對現狀的認定、對台灣本土的認同；簡而言之，『維護現狀』就是台灣內部最大的共識。」「不管是蔡英文或施明德的『台灣共識』，要處理的無非就是台灣社會內部所謂『認同』(identity)的問題。然則，什麼樣的認同呢？兩位民進黨的前後任主席所著重的，都是台灣內部自我認知的調和、以及意志和意見的『一致化』(consensus)。這樣的認同建構，缺乏『他者』的概念；即使有『共識』，恐怕也是偏狹的、關門的共識。」「在兩岸關係上，中國大陸也許就是一個讓我們感到害怕的『他者』，已經是頑強的、不可化約的存在；但是，若是要誠實面對兩岸問題，就必須正視這個『他者』的存在，而不是關起門來自我營造所謂『台灣共識』。」
2011年9月13日，戰略暨國際研究中心資深研究員葛來儀（Bonnie Glaser）表示，她不知台灣共識的「共識」定義為何，台灣共識可能是拖延戰術，表示「由於台灣內部沒有共識，所以兩岸無法談」；她說，馬英九也說，因台灣無共識，所以兩岸無法談政治議題。她說，蔡英文歷經李登輝政府及陳水扁政府，了解台灣成敗的許多方面，明白維持兩岸關係穩定的重要。她說，蔡英文很有智慧，非常務實，在美國傳達了正面的訊息；美國對台灣選舉保持中立，希望兩岸持續降至緊張、並維持溝通管道暢通。她認為，如果蔡英文當選總統，蔡英文將會有意願與中方探討取代九二共識的「兩岸新公式」的可能性；中方及蔡英文都理解到，如果蔡英文當選總統，雙方將有必要致力彌補雙方之間的鴻溝，使兩岸關係繼續朝正面發展；如同國務院台灣事務辦公室主任王毅訪問華盛頓特區時所說，如果民進黨否認九二共識，中方可以討論兩岸某種新的「理解」的可能性。
2021年，小笠原欣幸在《臺灣總統選舉》一書中指出臺灣共識是為了對抗九二共識而提出的選舉承諾，只有提到要用民主的方式，缺乏兩岸經貿方向，沒有清楚的概念。

## 正面回響
2011年8月24日，前民進黨主席施明德發表新書《常識：一個台灣人最好知道的事》，此書同樣提出台灣共識，其內容有下列三項。施明德在此書中說，就是在這個有下列三大內容的台灣共識之下，“我們呼吸，我們打拚，我們編織夢想，我們拿中華民國護照到全世界旅行。政治上所有違背這個共識的主張和作法，就是在傷害我們共同的生活基礎。”
1. 中華民國是個主權獨立的國家，其統治領土包括台澎金馬。所謂“維持現狀”，就是維持台澎金馬主權獨立的現狀。現狀就是獨立，在這塊領土上，中華民國享有排他的國家管轄權。
2. 中華民國和中華人民共和國，是平等、互不隸屬的兩個政治實體、主權體。
3. 中華民國即是台灣，台灣即是中華民國[18]。

但2012年3月11日，施明德在中央通訊社的專訪中說，台灣共識與九二共識是兩回事，台灣共識是台灣內部要累積對國家認同的共識、「在『中華民國』跟『台灣』之間找到一個共識，台灣就是中華民國，中華民國就是台灣」，九二共識是兩岸間的關係、「只是政治意向的宣示」，不能拿台灣共識取代九二共識。2015年6月4日，施明德更批評，蔡英文在美國戰略與國際研究中心的演講中說將以中華民國憲政體制來處理兩岸關係，“我看了全文，蔡英文跟教授講話一樣，完全不像政治領袖的發言，我沒什麼好批評的。我不客氣講：2012（年）時，蔡英文對ECFA的態度就缺乏領導人的高度；當年我寫了一本書叫《常識》，有請蔡英文看；後來蔡英文概括接受了ECFA，然後提出台灣共識，都不脫我書裡的內容。”
2011年9月15日，前民進黨主席蘇貞昌說，他在2011年民主進步黨總統提名選舉就說過台灣共識，蔡英文現在在美國一再就台灣共識各面向說明清楚，台灣共識就是維護台灣最大利益，「全台灣都清楚，只有馬英九不清楚」。同日，前民進黨主席謝長廷則說，蔡英文訪問美國訪問，就是希望說明台灣立場，讓台灣不要孤軍、邊陲化，她提出的兩岸政策主張是穩定、長久的主張。前民進黨主席游錫堃則說，台灣共識是一個原則，大家都可以有不同的主張，只要各黨派肯坐下來談，都可以有一個方向；只要符合民意，他都贊成。
2011年9月15日，英國《金融時報》報導，美國政府一名高層官員表示，正在美國華盛頓哥倫比亞特區訪問的蔡英文引發了人們對臺灣海峽穩定的關切，臺灣海峽穩定對美國“至關重要”，在蔡英文與美國政府官員會晤後，“她給我們留下一些很大的疑問，即她是否願意並且能夠繼續維持臺海兩岸近年享有的穩定關係”；儘管蔡英文明白有必要避免無端挑釁中國大陸，但“對於她和她的顧問們是否充分領悟（中國大陸方面）對她的動機和民進黨的抱負不信任到什麽程度……遠遠不那麽清楚”。蔡英文競選總部發言人蕭美琴在該文中說，這位美國官員的評論“與美國官員在會見中對我們所說的不符”，蔡英文“一貫重申有必要為和平與穩定的共同利益而努力”，民進黨在兩岸問題上將採取“穩定和平衡的方式”。2011年9月15日深夜，陳其邁主動發布新聞稿強調，蔡英文在華盛頓特區拜訪美國政府官員與美國國會議員時，向美方表達並展現民進黨對維持台海和平穩定擁有的堅定信念與能力，讓包括美國國務院高級官員在內的美國政府高層留下深刻印象，美方肯定未來可與蔡英文進行持續務實的合作。2011年9月16日，蔡英文在哈佛燕京圖書館演講，聽眾以《金融時報》報導發問，蔡英文回答：「就算報導屬實，我不相信這符合美方官員會面時告訴我們：保證美方這次大選保持中立。」
2011年12月22日，前民進黨文宣部主任陳芳明評：「九二共識與台灣共識的最大共同點，便是雙方都承認中華民國體制；最大的不同，在於『一中』立場的分歧。……在馬英九與蔡英文之間的抉擇，無非就是九二共識或台灣共識的認同。」
2012年2月16日，民進黨中央執行委員洪智坤說，台灣共識是民主討論的機制，「台灣就是中華民國」則是國家認同的主張；從李登輝的「中華民國在台灣」到陳水扁的「中華民國是台灣」，早就為「台灣就是中華民國」鋪陳了正當性；但是，「民進黨在整場選舉中，總共有多少電視廣告在說明台灣共識以及『台灣就是中華民國』呢？答案是0（詳見蔡英文競選官網），只有兩波報紙平面廣告提到以上的訴求。競選總部在廣告購買上吝於說明，也沒有動員黨內外的社團出來支持『台灣就是中華民國』，單憑蔡英文在辯論會及演講會中說明；然而，『說了不代表懂了，懂了不代表同意了，同意了不代表會將選票投給妳』。」
2014年9月13日，民進黨發言人黃帝穎說，台灣歷經多次民主大選後，台灣人民已經很清楚「我們的國家靠我們自己救，我們的前途我們自己決定」，因此台灣的選舉只能由台灣人民自己來決定，無論何種力量介入，台灣人民都將依自由意志選舉自己的公職；美國是台灣在國際上最重要的朋友，但美國內部對於如何界定國家利益有很多不同的看法，民進黨對於各種不同的看法同樣予以關注及表示尊重。

## 負面批評
反對意見認為：作為台灣共識的提議者或發起者的民進黨，并沒有真正提出“共識”之綱領、甚至主要核心思想；而民進黨明知台灣內部並沒有達成任何“共識”的情況，卻故意提出台灣共識，其實只是爲了反對九二共識而已。

### 中華民國政府公務員
1. 2011年10月9日，總統府發言人范姜泰基說，2003年時任行政院大陸委員會主任委員的蔡英文在立法院答詢時曾經說「依照《中華民國憲法》，當然認同我的國家」，當年也曾經說「中華民國是個主權獨立的國家」；然而2010年蔡英文卻一改立場，說「中華民國是一個流亡政府」；游錫堃說「中華民國是虛構的」，蔡英文也未予駁斥；而今蔡英文再度改變立場，認同中華民國，這是一件好事，也是身為總統參選人的基本要求；既然蔡英文認同中華民國，蔡英文就應該參與慶祝中華民國國慶，他也期許蔡英文的立場能夠一貫、不要再反覆改變[28]。同日，陳其邁說，「中華民國就是台灣」並非急就章推出、或是要轉移焦點；在《十年政綱》定稿後的2011年8月底，幕僚單位就進行討論，最後由蔡英文定案；如果去研究《十年政綱》的內容，就不會對「中華民國就是台灣」的論述感到意外，因為這是一以貫之的思考邏輯，也就是基於主權是台灣2300萬人共有，必須由全體台灣人民決定未來[29]。
2. 2011年12月30日，馬英九於電視政見發表會中說，蔡英文說要用台灣共識取代九二共識，但蔡英文至今未說明台灣共識的內容，蔡英文在行政院大陸委員會主任委員任內都沒有協商出什麼是台灣共識，台灣共識是空中樓閣，台灣共識是用來迴避面對九二共識的障眼法、愚民政策，連民進黨內都沒共識，蔡英文的說法風險太高，國家領導人不能這樣處理兩岸關係[30]。

### 國內藍營人士
1. 2011年9月14日，台灣加油讚執行長金溥聰表示，蔡英文的台灣共識是文字遊戲，應該先說明台灣共識的意涵、以及如何以民主決定台灣共識。金溥聰說，民進黨一直拘泥在九二共識議題上，這是活在過去、卻沒看到現任總統馬英九上任後推動的兩岸政策發展成效；台灣共識沒有具體內容、沒有政策意涵，只是口號式的文字堆砌。金溥聰說，在民主社會裡，公共議題只會有主流意見、不會沒有不同意見；而現在在兩岸關係上，台灣的主流民意是繼續與中國大陸往來[31]。金溥聰說，九二共識就是在《中華民國憲法》架構下主張「一個中國、各自表述」，也就是堅持中華民國主權，這早就是立憲層次的台灣共識；2008年的總統選舉，馬英九主張九二共識與「不統、不獨、不武」而勝選，這就是民主國家底下的主流意見，接近於台灣共識；民主國家的共識，某種程度上，就是「少數服從多數」、以及對主流民意的尊重；民進黨不肯用基本民主遊戲規則的多數決來推動立法，一方面破壞立法的議事精神、破壞「少數服從多數」的民主原則，一方面又說要立法，這是很矛盾的；「蔡英文要談立法，至少要先自我面對民進黨過去在國會殿堂『少數霸凌』的不良紀錄」[32]。
2. 2011年9月15日，金溥聰說，綜合各界的批評與反應，蔡英文是「自以為是、過度自我膨脹的單邊主義者」，蔡英文的兩岸政策主張完全不適用於台灣；蔡英文這種硬幹的單邊主義「不符合美國國家利益」，所以得不到美方支持；國際政治要有互信基礎，不能一廂情願，「當妳（蔡英文）的說法是抹殺兩岸互信基礎（九二共識），要如何談合作？」他說，台灣共識是毫無內容的文字堆砌，經不起考驗；馬英九政府務實兩岸政策創造出戰略性模糊，兩岸三年多來六次會談、簽署十五項協議，具體成果經得起檢驗，這就是馬英九與蔡英文兩岸政策的最大差別。他說，「不統、不獨、不武」與「維持現狀」就是台灣主流民意，民主政治沒有百分之百的共識，台灣主流民意就是台灣共識；馬英九政府主張九二共識、擱置爭議、互不否認治權，就是主流民意。他說，「台灣共識」一詞由蘇貞昌首創，但蘇貞昌提出「生存是王道，民主是基石」，蘇貞昌提出如何在「確保主權」前提下讓台灣保有國際空間，「蔡英文抄襲別人的名稱，內容卻空洞許多[33]！」
3. 2011年9月15日，時任中國國民黨發言人陳以信說，蔡英文的台灣共識令人「似曾相識」，是複製2000年中華民國總統選舉時陳水扁「表象的」溫和的新中間路線，連外國親台友人都質疑台灣共識內容。他說，蔡英文不是兩岸關係的新手，她在李登輝政府時期就是兩國論的幕後推手；陳水扁政府時期的她，是一邊一國政策的執行者，也是戒急用忍政策的前鋒；從她過去的種種作為來看，她既不「溫和」也不「中間」。他說，蔡英文說要立法落實台灣共識，可見她沒有法律基本常識：如果台灣共識接受《中華民國憲法》、不牴觸《中華民國憲法》，依照《中華民國憲法》就可以了，不需立法；如果台灣共識不接受《中華民國憲法》、反對中華民國體制，即使「立法」也解決不了；由此可見，蔡英文的說法只是制憲正名的「粉紅包裝版」[34]。2011年9月18日，陳以信說，《中華民國憲法》絕對不是鐵皮屋，蔡英文的說法證明：「台灣共識立法」就是衝著《中華民國憲法》而來，就是把《中華民國憲法》當成臨時建築物、當成違章建築。[9]
4. 2011年9月20日，新黨主席郁慕明說，蔡英文明知台獨不可行、知道「台獨共識」推不了，就想以模糊的「台灣共識」來欺騙選民；台灣共識有根本上的問題，是「天下本無事，庸人自擾之」、「叛亂的人自己困擾自己」，因為如果蔡英文沒有要推翻中華民國的心態、沒有不肯承認中華民國的國家共識，就不需要大家協商台灣共識；國家應希望長治久安，民進黨卻稱台灣「現在」的名字叫中華民國，意謂民進黨將來要推翻中華民國、改為台灣共和國，因此蔡英文真正希望建立的是台獨共識、而不是台灣共識[35]。
5. 2015年5月18日，中國國民黨大陸事務部主任高孔廉說，贊成台灣共識的人包括他在內，但他質疑台灣共識的內容是什麼；台灣共識不能只是一個名詞，只用於內部交涉，卻不能用於兩岸談判；兩岸問題躲不掉美國的影響，提任何東西出來都要美中台三方同意或默認；兩岸都接受九二共識，才會有後續的會談及簽署協議，連美國也沒有負面反對；綠營一直反對九二共識，「難道他們就接受一個中國嗎」[36]。

### 國內綠營人士

#### 呂秀蓮
1. 2012年1月19日，前中華民國副總統呂秀蓮在台北市萬華區質疑，至今仍沒人知道台灣共識的內容，蔡英文應把台灣共識的實質內容講清楚[37]。2012年1月29日，呂秀蓮批評，以台灣共識做為兩岸論述，「很虛擬、很未來式」，讓大家都覺得不太對勁，尤其企業界更覺得行不通；比起台灣共識，《台灣前途決議文》還更四平八穩一些；蔡英文卻選擇了抽象的台灣共識，讓很多人誤以為她推翻了《台灣前途決議文》精神，反而讓民進黨的選情更加不利[38]。2012年2月15日，呂秀蓮接受《中國時報》專訪時批評，台灣共識是沒有具體可行內容的「未來式」，讓人不知該從何支持起；既然要反對一件事情，就要提出反對的理由及具體的替代方案；蔡英文僅一再強調九二共識是虛構的名詞，但一般民眾很難理解這樣的說法；國民黨簡單地將九二共識操作成和平繁榮的象徵，破壞九二共識就是破壞和平，這樣的論點正好切中台商及投資人需求；蔡英文與其提出無具體內容的台灣共識做為替代方案，還不如搬出具體的《台灣前途決議文》來反擊九二共識[39]。2012年2月19日，呂秀蓮發表萬言書〈民進黨總統大選的焦點與盲點〉，批評蔡英文：「9月華府之行，綠營媒體雖大肆宣揚，但有識之士卻已洞悉危機：因為美國白宮國安會在跟她會談之後，居然故意透過英國《金融時報》公開否定她有處理兩岸關係的能力。此一重大警訊，民進黨有無嚴正看待、認真處理？投票前數天，馬英九圓滿舉行國際記者會；蔡英文也具名邀請來台採訪的國際媒體，但她臨陣脫逃，予人怯於外交之感。」「1999年通過的《台灣前途決議文》被棄置不顧，卻平白冒出語焉不詳、模糊抽象的『台灣共識』來。蔡英文台灣共識的論述基礎是：只要大家投票給她，等她當選後，就會邀請不同意見的人，依照民主程序大家來討論，議題不拘，統一也可以談。試問：台灣問題有這麼簡單容易嗎？長期對立的統獨和藍綠問題，會因她當選就自然迎刃而解嗎？」「更糟的是，她雖反對九二共識，卻只強調1992年沒有『九二共識』這個『名詞』，而沒有將九二共識真正包藏禍心的黑盒子掀開來[40]。」

#### 辜寬敏
1. 2011年10月13日，前總統府資政辜寬敏在台灣各大報紙刊登廣告〈尊嚴之國 自由之土 勇氣之民〉，聲言：「蔡英文認為『台灣就是中華民國，中華民國就是台灣』，這雖是『描述現狀』，卻已經危險地把中華民國合理化與合法化，沒有將中華民國的『虛妄性』誠實告訴國人。我覺得很遺憾。難道蔡英文認為，多少民主前輩的捨命犧牲，是為了成就她去『合法化』所謂的『中華民國』？包括鄭南榕先生為主張台灣獨立而自焚，難道是為了成就陳水扁和蔡英文去『享受』做中華民國的總統？蔡英文必須嚴肅面對此問題。……作為一個台灣人最偉大的夢想，就是要在我們生長的土地上，用我們的雙手建立一個名叫『台灣』的國家。這不僅是我們最偉大的夢想，同時也是未來的台灣總統要盡全力去凝聚和形成的最偉大的『台灣共識』[41]！」
2. 2012年1月20日，辜寬敏接受《自由時報》專訪時批評，民進黨的中國政策是空的，台灣共識與《台灣前途決議文》都是對內的主張而不是對中國的主張，「敵人都在門口開砲了，還講台灣共識，無效啦！」[42]同日，辜寬敏接受《聯合報》專訪時說，「蔡英文應付兩岸的經驗完全不成熟」，他不知道蔡英文的兩岸政策在講什麼，台灣共識只是程序問題[43]。
3. 2015年2月4日，辜寬敏說，2011年9月蔡英文與蕭美琴訪問美國，有關「美國怎麼對待這兩位小姐」，他得到的消息是：美國問的問題，她們都模模糊糊、沒有回答；所以美國的結論是，台灣在亞洲非常重要，「怎麼可以交給問什麼都沒有回答的小姐」[44]。

#### 郭正亮
1. 2011年8月26日，前民進黨立法委員郭正亮評，台灣共識有其不確定性：朝野鬥爭激烈，蔡英文執政後未必能整合出台灣共識；其次，即使提出台灣共識，如果不能讓兩岸互有轉圜餘地，北京當局未必接受[45]。
2. 2011年12月6日，郭正亮說，蔡英文想維持台海現狀，卻說已經實際運作多年的九二共識「既不存在，何來承認或接受」，太過執著於「有沒有白紙黑字的紙本簽署」，已經撼動維持現狀的基礎，這是蔡英文發言策略的問題；台灣共識存在太多變數，包括「國內朝野是否都能接受」等變數，北京當局買不買帳也是一大變數，蔡英文卻要用它毀掉現有九二共識基礎平台、創造一個前途不明的新平台，「只是讓壓力聚在自己身上」[46]。
3. 2012年10月24日，郭正亮評，台灣共識與《台灣前途決議文》充其量只是台灣對內的自我定位主張，並沒有針對兩岸定位提出任何解答；而相較於國民黨的九二共識，民進黨顯然缺乏足以服人的兩岸定位架構[47]。
4. 2013年7月29日，郭正亮評：「民進黨至今仍然選擇性接受《中華民國憲法》，只強調中華民國在台灣的『人民+政府』要素，卻刻意忽視中華民國與中國大陸在『主權+領土』的特殊關係和歷史聯結。……民進黨必須轉型為接受《中華民國憲法》、納入國際主流的政黨，才可能走出長期淪為『兩岸局外人』的執政困境[48]。」
5. 2013年9月26日，郭正亮說，民進黨從2012年總統選舉敗選至今，仍未徹底反省自己所面臨的兩岸困境，從未回答「為何美國會不放心民進黨執政」；「直到今天，民進黨的兩岸論述並未超越1999年《台灣前途決議文》和2012年《十年政綱》；但這兩份文件既然無法在2012年證明『民進黨足以穩住兩岸局面，進而贏得美國+台灣人民信任』，隨著美中兩國關係越來越深化，2016年民進黨更不可能只憑這兩份文件過關。」郭正亮說，「民進黨拒絕接受《中華民國憲法》，拒絕正視《中華民國憲法》本文未經修改的法理事實，拒絕正視民進黨執政仍在繼續沿用的『陸委會+兩會模式+兩岸人民關係條例』的法理內涵，如此不面對法理現實，如此繼續和法理台獨糾纏不清」，當然無能「跳脫美中兩大國的兩岸政治紅線」，當然無能讓台灣人民相信「民進黨可以穩住兩岸交往」，當然無能讓美國相信「民進黨可以穩住兩岸法理現狀」[49]。
6. 2013年12月29日，郭正亮說，中國共產黨已在2012年將九二共識納入中共十八大政治報告，成為官方正式主張的兩岸對話基礎；如果民進黨都不回應也不試圖提出取代九二共識的兩岸平台方案，民進黨不可能與中國大陸正式往來；如果民進黨不願面對最基本的兩岸對話基礎問題，任誰都不會相信民進黨能處理兩岸問題[50]。
7. 2014年9月15日，郭正亮說，2012年蔡英文並未認知到美國已從關切民主轉型轉向關注兩岸穩定，始終執著於「只有民主程序、缺乏兩岸內容」、原地打轉的台灣共識，從未針對兩岸既有的九二共識論述平台努力提出兩岸都可接受的替代方案，「結果當然無法取信於美中兩大國」；2012年蔡英文敗選至今，仍未走出缺乏兩岸內容的台灣共識，仍未試圖提出九二共識的替代方案，而且處理兩岸議題的方式隨著太陽花學運而越來越跟著激進台獨勢力隨波逐流，越來越訴諸「民主抗中」基調，越來越杯葛兩岸經貿，始終提不出兩岸維穩論述與全球自由貿易戰略，「也難怪蔡主席接到美國國務院邀請，至今仍然不敢赴美『接受面試』」[51]。

#### 柯文哲
- 2013年11月17日，台大醫院醫師柯文哲在葉柏祥新書《素人政治與柯語錄》簽書會中說，當前台灣最大問題就是不曉得國家價值的底線在哪，這條底線就是台灣共識；但問題是，蔡英文提出「台灣共識」一詞，卻沒人搞得懂這個詞的內容是什麼，大家才會叫她「空心蔡」；他說，對他而言，台灣共識就是民主、自由、法治、人權、關懷弱勢、永續經營[52]。
- 2013年12月1日，柯文哲說，台灣的高階政治家要講出明確的台灣核心價值為何，讓這價值變成台灣共識；而他認為，台灣的核心價值是民主、自由、法治、人權、關懷弱勢、永續經營[53]。
- 2014年5月17日，柯文哲出席作家袁紅冰新書《台灣生死書：自己的國家自己救》發表會，他說，2016年總統選舉是「九二共識對台灣共識」，九二共識、一中各表是個騙局，但「台灣共識是什麼」沒有很清楚；隨便抓個人問「台灣共識內容是什麼」，也講不太出來；未來十年台灣最重要的一件政治工程是建立台灣共識，蔡英文在2012年講的台灣共識的內容要補起來，讓全民確定什麼是台灣共識、什麼是台灣人民共同追求的目標[54]。

#### 謝長廷
1. 2014年1月14日，謝長廷接受《中國時報》專訪時說，民進黨的兩岸政策要有超過60%的滿意度才能叫做「台灣共識」，這種共識不可能沒有國民黨的影子，否則就只是「民進黨共識」；既然《中華民國憲法》是目前台灣最大共識，當然就會有重疊，「如果你（民進黨）說這樣就是走國民黨的路，那結果就是繼續對立，政策滿意度不到30%。」「你如果清楚地堅持台獨立場，兩岸政策支持度也不會只有27%[55]！」
2. 2014年2月13日，謝長廷說，2012年總統選舉，美國國務院曾清楚表態，若蔡英文當選總統，兩岸關係可能生變，「美國支持誰，很清楚嘛」；所以，面對兩岸問題，口才再好也沒用，外界一定會逼問具體政策[56]。

#### 其他綠營人士
1. 2012年1月13日，對於包道格接受中天新聞專訪否定台灣共識一事，陳其邁批評包道格，稱這是國民黨「拙劣的選舉操作」讓台灣人誤信包道格代表美國政府，同民進黨一起表達譴責。蕭美琴稱民進黨與美國政府官員聯繫，獲得美國政府立場一致的表述，就是尊重台灣民主、不會偏袒任一方。
2. 2012年2月27日，前民進黨立法委員羅文嘉說，台灣共識只談過程、不談主張，僅具有台灣內部意見形成的意義，不能拿來當作台灣外部相互的共識；兩岸關係主流是以資本、財富與利益為主要元素，民進黨傳統的信仰與價值根本擋不住巨大的商業利益，所以民進黨只談主權是不夠的[57]。
3. 2014年1月9日，民進黨中國事務委員會公布《中國事務委員會暨對中政策擴大會議2014對中政策檢討紀要》，稱：「我們是台灣人，台灣是一個主權獨立的國家，國號是中華民國，與中華人民共和國互不隸屬，未來台灣的前途，應由台灣的2,300萬人自行決定，此乃現階段台灣人民的最大共識。……珍惜並捍衛台灣自由、民主、開放的生活方式已是最大的台灣共識[58]。」
4. 2014年1月16日，呂秀蓮與施正鋒及政治評論家楊憲宏共同公布她的對中政策「十大主張與對策」，呂秀蓮表示肯定民進黨《2014對中政策檢討紀要》，並提出台灣共識的5點內涵：「1.我們是台灣人；2.台灣是一個主權獨立的國家；3.國號是中華民國；4.與中華人民共和國互不隸屬；5.未來台灣的前途，應由台灣的2300萬人自行決定[59]。」
5. 2014年2月5日，台灣政經戰略研究文教基金會執行長張旭成批評蔡英文：「扁政府任內的國際事務專家，曾在她（蔡英文）出任民進黨主席後即建議重視對美外交，包括恢復民進黨駐美代表處和設立對日本代表處；但她都充耳不聞。她2011年9月華府之行並未交出真正成績。更糟糕的是，白宮國安會官員透過英國《金融時報》公開質疑她是否有維持兩岸穩定的政策與能力，這是莫大的危機；但她似乎未嚴正看待，也未派出合適的人處理此一危機[60]。」
6. 2014年5月19日，國策研究院文教基金會資深顧問蘇進強說，台獨黨綱已被《台灣前途決議文》取代，蔡英文所提出的台灣共識就是要取代台獨黨綱，只是沒有明說而已[61]。
7. 2014年5月22日，民進黨立法委員邱志偉說，如果蔡英文不提出大家可以接受的兩岸政策，又要保持模糊態度，那麼再次失敗的風險很高，「台灣共識沒人聽得懂，也沒人了解蔡英文的兩岸政策是什麼」[62]。
8. 2014年5月28日，洪智坤批評蔡英文：「她似乎有一種『將白話文說成文言文』的特殊能力，每一個字你都看得懂，看完之後卻不知道她說了什麼。這個問題發生在2012年總統選舉『和而不同、和而求同』的『台灣共識』論，也發生在近期蔡英文所謂的『優質兩岸關係』說。談判幕僚出身的蔡英文，不願意表達價值主張，只喜歡拋出框架；對於領導者而言，這是相當大的致命傷，因為價值選擇無從迴避。」[63]
9. 2015年2月5日，前民進黨中國事務部副主任張百達[64]說，在民進黨不接受九二共識的情況下，對於「民進黨執政後能夠有效維持兩岸關係和平穩定的具體方略或替代方案為何」這個問題，「顯然地，僅是『和而不同、和而求同』，抑或內涵不甚清楚的所謂『台灣共識』，乃至『一切等我當選後再說』，是過不了美國人這一關的」[65]。
10. 2015年7月16日，前民進黨立法委員沈富雄說：「小英以台灣共識對九二共識，這真是牛頭不對馬嘴，因為後者是國共可以坐下來談的交集點；而台灣共識只有這邊的共識，如果北京也搬出『大陸共識』，那交集點又在哪裡？何況，台灣共識是什麼？很簡單！不用研究、不需民調、不必開會，小英不必傷神，我可以馬上告訴妳，台灣共識就是：不敢獨、不願統、維持現狀不甘心，要有尊嚴、要活命，要參加UN、WHO、UNICEF、UNESCO、WB、TPP、RCEP，要簽TIFA、FTA，要讓利、要國民待遇……；但，可以搬出這些去跟北京取得『共識』嗎？」[66]

### 來自學界的負面評論
1. 2011年9月14日，淡江大學中國大陸研究所教授趙春山認為，台灣共識邏輯不通、現實上也不可能，表示目前台灣全民最大共識就是《中華民國憲法》，但民進黨既不承認也不尊重《中華民國憲法》、更沒有遵守《中華民國憲法》的精神，所以台灣無法仿照美國先有共識、後制定《台灣關係法》；如果按照蔡英文要先建立台灣共識、再與中國談判未來雙邊關係的邏輯，以台灣現況，台灣根本不可能有大陸政策，兩岸關係等於停擺；民進黨既然反對九二共識，就要提出自己與中國大陸發展關係的辦法。2011年9月19日，趙春山指出，台灣共識與九二共識完全不相干的事，如果要以台灣共識取代九二共識，結果可能形成「張飛打岳飛」；不過，若不是因為選舉，他確實認為台灣有建立共識的必要；但蔡英文因為選舉而提出台灣共識，又說不清楚，在目前台灣的政局很難建立共識[67][68]。
2. 2011年9月14日，國立東華大學教授施正鋒認為，台灣共識邏輯不通、現實上也不可能。施正鋒說，民進黨在面對兩岸關係時，宣示性的大原則最重要，接下來才是如何達成台灣共識；共識的內容與定義人人不同，立法只是形式與程序，蔡英文沒講出自己的大原則；「主義」就是大原則，例如美國門羅主義，也不須立法。施正鋒說，蔡英文提出台灣共識，可能與她是談判出身、只想到法制化有關；其實在兩岸關係進程上，立法已是很後面的問題了，但蔡英文可能搞不清楚《台灣關係法》的內容：《台灣關係法》立法目的，是保護台灣人民；台灣共識仿《台灣關係法》立法，難道是要保護中國大陸人民嗎？[69]。
3. 2011年9月15日，淡江大學國際事務與戰略研究所教授王高成說：「蔡英文的說法只是漂亮的競選詞彙，在現實上不易落實，且有可能製造台灣內部及兩岸的混亂。」「蔡英文抨擊，九二共識是國共兩黨的協議，不能代表台灣所有人的共識；此一說法，缺乏民主政治的認知。九二年台灣與大陸達成一中各表的共識時，中國國民黨是執政黨，代表全體人民組成政府推動兩岸事務；促成共識達成的機關是海基會，是政府所授權的協商機構，不是國共兩黨代表所達成的協議。如果蔡英文的說法可以成立，則在國民黨當時與現在執政時期與大陸所達成的其他協議，都可以算是國共兩黨的協議而已，民進黨都可以以『沒有參與』為由不承認；同理，國民黨也可以同樣的理由，不承認民進黨執政時期與大陸或其他國家所簽訂的協議；如此，台灣還有民主政治與政黨政治可言嗎？」「蔡英文如果要來形成台灣共識，無異就會揭開統獨爭議；恐怕共識尚未達成，國內已因為國家定位問題吵成一團而分裂。縱使國內真能循理性方式達成兩岸政治的定位，在藍綠的妥協下，必然較九二共識更偏離一個中國的立場，大陸又怎能接受？如果大陸不接受，兩岸就無法和平發展，台灣內部就算有共識又如何？是要一起承受兩岸的對峙衝突？這樣的結果就是符合全民的利益嗎？[70]」
4. 2011年9月15日，國立成功大學政治經濟研究所教授周志說，蔡英文以台灣共識包裝民進黨《台灣前途決議文》，將九二共識窄化、汙名化為「國共兩黨共識」，不但對台灣南部有效，也有利於鞏固淺綠與深綠選票。他說，蔡英文拿美國《台灣關係法》比喻“台灣共識立法”或“台灣共識法制化”，這是不倫不類：《台灣關係法》是台美斷交後美國制定的國內法，對象是有別於中國的一個行政當局，但基本上是“一個中國”架構下的產物。他說，蔡英文迄今對核心問題採模糊態度，即：何謂台灣共識？台灣共識如何立法？台灣共識立法內容是什麼？台灣共識立法草案由誰提出？台灣共識如何取得？這些問題都沒有清楚的宣示；再說，國民黨願意和民進黨玩嗎？即使民進黨在2012年過半數贏得大選，民進黨也不可能靠一黨之力來達成台灣共識立法。他說，“台灣共識法制化”褪去了外衣，其實就是《台灣前途決議文》，只是現在是藉“台灣”之名行一黨之私、以台灣共識重新包裝《台灣前途決議文》而已。他說，九二共識已被台海兩岸接受並成為支持兩岸和平發展的基礎，再加上馬英九的「不統、不獨、不武」不但反映台海現狀下的共識、而且在各項主要民調中均獲得70%以上民意的支持；從這個角度來看，國民黨早就凝聚了台灣共識；蔡英文繼續批評九二共識是虛構，已難站得住腳[71]。
5. 2011年12月29日，國立成功大學政治經濟研究所助理教授黃清賢表示，蔡英文所提的台灣共識，迄今沒有實質內容，而且是把一個「是非題」變成了「選擇題」；台灣共識既可以納入一中，也可以納入台獨，變成有多重選擇性，但這麼一來，和大陸互動的時候就沒有互動的基礎存在，也無法與大陸凝聚一個平衡點；蔡英文以沒有實質內容的台灣共識做為與大陸互動的基礎，屆時兩岸關係只會停滯、倒退，這對台灣都是不好的[72]。
6. 2012年10月30日，國立臺灣海洋大學退休教授蘇明陽投書《台灣e新聞》，宣稱：「謝長廷本月初訪問中國期間提出所謂『憲法共識』，這是傾向中國、賣台投共之主張；反之，蔡英文提出『台灣共識』，則是為了團結台灣人民以對抗蠻橫中國欺壓之主張。……是以蔡英文『台灣共識』，不就是『台獨』的另一種表示法嗎？」但《台灣e新聞》於刊登時駁斥：「如果蔡英文的『台灣共識』就是『台獨』，台獨聯盟（前主席）黃昭堂一定會從死亡而復活，這時蔡英文就可比作是『台灣人的救世主』，可是有可能嗎？別奢望蔡英文了！[73]」
7. 2011年9月19日，國立台灣大學心理學系教授黃光國指出，2006年當時台北市長馬英九面見當時總統陳水扁討論台海兩岸關係，陳水扁說，如果中共總書記胡錦濤公開宣示接受一中各表，他求之不得，絕對尊重；也就是說，陳水扁也認為一中各表可以作為台灣方面的談判條件；但蔡英文現在不只反對九二共識，還企圖以台灣共識與之對抗，令人不知這是民進黨兩岸政策的前進或倒退[68]。
8. 2011年9月19日，國立成功大學政治經濟研究所教授丁仁方指出，蔡英文稱台灣共識在邏輯上不可能排除“兩岸統一”選項，就好像馬英九也曾經講過“台獨也是選項之一”；目前國民黨與民進黨唯一有共識的，就是由2300萬台灣人民決定台灣未來。丁仁方更質疑，如果蔡英文敗選，那麼台灣共識是否仍會是“民進黨共識”[68]。
9. 2011年9月19日，台北醫學大學助理教授兼台灣智庫諮詢委員張國城表示，九二共識是台灣一部分人的意見，九二共識可以納入台灣共識之中；台灣共識如何形成政策、如何運用，取決於當時的政治現實；一旦蔡英文敗選，民進黨內部權力變化與對兩岸關係的立場及論述也會有所變化，屆時很難說“民進黨會不會繼續認同台灣共識”；而且一旦蔡英文敗選，民進黨在兩岸政策採取的立場恐怕會與原來的立場（台獨黨綱）更接近[67][68]。
10. 2013年6月3日，國立彰化師範大學公共事務與公民教育學系助理教授李毓峰說：「民進黨的『台灣共識』只是大選時對內急就章的說法，並不足以、也不曾以處理兩岸關係的實際問題。即使台灣共識的基本內涵是所謂的『台灣就是中華民國、中華民國是台灣』，不過對大多數選民而言，台灣共識還是很抽象，也沒有具體政策來支撐此一概念。相對的，九二共識已經被標籤化、固定化，遂被大多數選民認成為兩岸對話的基礎。」[74]
11. 2014年1月11日，民進黨創黨黨員之一的國際關係學者蔡百銓（前民進黨公共政策研究中心幹事）說：「2012年大選時，蔡英文提出『台灣是中華民國，中華民國是台灣』，顧盼自『雌』，認為這可以成為大多數人都可接受的『台灣共識』；這聽來宛如童話，先不要說有些獨派人士反對，藍營根本不可能把中華民國自我矮化為台灣。國民黨的中華民國基本立場是『主權及於大陸，治權限於台澎金馬』，這也是其九二共識與兩岸政策的基石[75]。」
12. 2014年12月6日，日本常葉大學法學部教授林成蔚（前民進黨國際事務部主任）說，對民進黨來說，最重要的是向台灣選民與國際社會展現民進黨有足夠能力建立穩定的兩岸關係，這對民進黨來說是個長久的問題，但蔡英文的台灣共識仍然無法說服許多人；2011年蔡英文訪問美國，歐巴馬政府的高層官員在蔡英文離開華府時，透過《金融時報》表示對民進黨的深切疑慮，這也反映了本議題的嚴重性；許多華府的台灣或中國觀察家，都會洋洋得意地指出，陳水扁政府執政時期所造成的損害至今仍未能平復[76][77]。

### 中國大陸地區人物
1. 2014年7月14日，上海台灣研究所常務副所長倪永說：「2012年大選時，美國高度不信任蔡英文的『價值台獨』，連續出重拳狙擊蔡英文選情。蔡此刻謊稱，只要大陸『調整』，美國就不會說話；其實美國決策圈的主流意見是，蔡英文一旦上台，台海重趨緊張，損害美方利益。」[78]
2. 2011年9月17日，中國國際問題研究所研究員郭震遠說，蔡英文的台灣共識在台灣內部都無法達成共識，更遑論與美國或中國大陸討論。他說，蔡英文提出台灣共識的概念非常混亂，從她一開始提出到現在，台灣共識已經有好幾個不同的版本；這證明蔡英文根本沒有定見、沒有認真思考這個問題，只是出於選舉的需要而隨心所欲，「蔡英文一下子說『九二共識是國共共識，台灣共識是全民的共識』，在美國又說要立法，有點讓人不知所云。」他說，九二共識是1992年台海兩岸達成的默契，當時台灣是在李登輝執政時代，總不能說李登輝是沒有代表性的；混亂的台灣共識絕對不可能取代九二共識，如果2012年蔡英文勝選後不承認九二共識，她所主張的台灣共識絕對會讓台海兩岸關係倒退，倒退到海基會與海協會互不往來的時期。他說，美國人已經對現在的民進黨和蔡英文有定見，「美國人並不傻，很清楚怎麼回事」，雙方沒有太多的互信；九二共識是根本的問題，蔡英文無法解決這個問題，她這次訪問美國的成效自然有限[79]。
3. 2014年12月3日，廈門大學台灣研究院副院長李翌鵬說，雖然民進黨在2014年九合一選舉大贏，但多數美國學者對民進黨是否就能贏得2016年大選一事仍然反應謹慎，主流學者幾乎沒有人敢斷定2016年民進黨一定能再次執政；他說，美國依然對馬英九上台以來的兩岸關係表示高度肯定，並未因國民黨在2014年九合一選舉失利而否定兩岸關係取得的成就，“這主要還是源於美國對民進黨兩岸政策發自內心的不放心，擔心民進黨會據此認為其不用調整兩岸政策就能夠贏得2016，一旦民進黨上台執政，兩岸關係會陷入新一輪的緊張和不穩定。美國要求的是蔡英文能夠提出維護兩岸關係穩定的具體做法，而不是僅僅口頭表示他們有維護兩岸關係穩定的決心和能力；這對聲稱選後要訪美的蔡英文來說是一大考驗，如果蔡英文在沒有做出任何實質性動作的情況下訪美，不能排除她上次訪美被奚落的情況重演”，因此民進黨不能因為自己在2014年九合一選舉大贏就推測“美國一定會支持民進黨”，因為美國永遠是以自身利益為出發點來思考問題[80]。

### 台湾國內企業家
2012年1月3日，長榮集團總裁張榮發說，九二共識是兩岸對話的基礎，兩岸對話才能讓台灣安定，「台灣是一個小島，最重要的就是人民的生活要安定，這才是最重要的事」；台灣共識是台灣獨立的意思，台灣是不可能獨立的，他當然不能同意台灣共識；共識並非一成不變，但絕對不能說沒有九二共識，「無論哪一位總統候選人當選，都應加強九二共識」，「如果沒有九二共識，台灣就沒了
。」

### 臺灣民間人士
1. 2012年1月16日，作家孫慶餘評：「對於選民來說，九二共識並不像蔡（英文）所指控的讓台灣喪失主權，兩岸和平紅利反而會因蔡一意孤行而喪失。何況蔡否定2005年以來已成事實的九二共識，把連（戰）胡（錦濤）議定的『擱置爭議，求同存異』內容惡意扭曲，堅持只有一中原則、沒有一中各表，堅持兩岸不得各表、中共必須追隨台方的一中各表，堅持國民黨談妥、馬政府執行的九二共識只是國共共識、不是台灣共識（政府居然沒資格代表台灣）。蔡又回到了前年與馬辯論ECFA的老路，用一連串文字迷障去模糊事實、拒絕兩岸關係。……美國支持九二共識、支持兩岸和平發展，並一再勸蔡接受九二共識、至少接受一中各表意義的九二共識；蔡不但不聽，還攻擊九二共識更起勁；終於迫使美國各種動作頻出，由白宮及國務院的暗助馬，到包道格及媒體來台明助馬。包道格的話最露骨，說即使蔡當選，美國也會馬上派一個代表團來告訴她如何做、如何說[83]；換言之，蔡的反九二共識，如同李（登輝）的兩國論及阿扁的一邊一國論，根本撐不了幾天。」[84]
2. 2013年6月20日，作家桑品載評：「蔡英文一被問到兩岸問題，就不知所云。她競選總統時提出『台灣共識』，並說，不論選舉結果如何，她都會努力去經營；結果選敗，就不再提了，到頭來還是『誰也不識』。」[85]
3. 2013年9月9日，孫慶餘諷刺蔡英文：「說蔡像生意人，一點都不為過。她的出身是生意人家庭，她在阿扁執政前有選擇性的交友及仕途主要是國民黨（安全穩妥），她在挑選副總統搭檔時優先考慮王金平、彭淮南。而生意人是『賠本的生意沒人做』，蔡把自己保護得密不透風，精算再精算，不冒風險，正像生意人。她那『A是A，A又不是A』的慣用政治語言，以及取代九二共識的『台灣共識』，沒有人知道她在說什麼，這就是生意人的妙招：寧願讓大家不懂，不願得罪顧客（尤其是極獨）；選舉是一時的，個人利益卻是永久的。」「蔡前腳離開美國，美國馬上派國家安全顧問開炮批蔡：『她給我們留下很大疑問，即她是否願意並有能力繼續台灣近年兩岸的穩定關係。』美國已經說這麼重的話了，蔡還沒有自覺，還在選前兩天重要無比的國際記者會上選擇缺席（怕國際記者問話而躲避），由蕭美琴代打。……美國派前AIT處長包道格來台，再補上一槍：『蔡訪美時，對兩岸關係提出的保證過於空泛，以致華盛頓無法安心。』蔡方竟阿Q回應說，包道格的話不代表美方，因為他沒有公職身分。蔡的政治見識如此、自我感覺良好如此，如果民進黨再推她選總統，恐怕要讓政治內行人笑話『民進黨無人了』；而就算蔡選上，也不過是『另一個馬英九』接手當政而已。」[86]
4. 2013年12月5日，資深媒體人徐宗懋說：「2012年台灣總統大選，美國政府在最後一刻，用極其露骨的方式，告訴台灣百姓不要選蔡英文。為何美國政府直接阻止民進黨執政呢？民進黨一向狂熱反中，替美國站崗吹哨，難道不好嗎？真相就是，此刻美國無力也無心以武裝力量涉入台海；民進黨上台所帶來的戰爭危機，很可能使得美國在台海議題上出現災難性潰敗，從而根本上動搖其全球的地位；這是美國不敢說出來的真相，而未來幾年日本也會逐漸體會到這點。」[87]
5. 2014年1月13日，前行政院發言人胡幼偉說，蔡英文的台灣共識指涉的是程序問題，即台灣要如何與大陸互動要以台灣多數人的共識為基礎，「這是民主政治的廢話」，絲毫沒有指出共識的方向為何，於是2012年蔡英文敗選[88]。

### 海外評論
1. 2012年1月初，史汀生中心東亞研究室主任容安瀾（Alan Romberg）在胡佛研究所《中國領導階層觀察》（Chinese Leadership Monitor）發表專文，他說，儘管美國國務院官員表示2011年9月《金融時報》引述的美國政府官員談話不能代表美國政府，但顯然「這番對《金融時報》發表的背景說明，是得到授權且經過協調的」；而且，儘管美國政府否認干預台灣選舉，美國政府承諾不干預台灣選舉，可是「行政當局決心傳達清楚的訊息」：蔡英文沒有化解美國的疑慮，這個疑慮就是「她的兩岸政策立場會對未來的安定帶來風險」。他說，美國政府這個作法「毫無疑問是設計過的」，目的是不讓蔡英文有機會宣稱美國了解她的立場，「雖然沒有完全擋住她這麼宣稱。」他說，早在蔡英文訪問美國之前，至少一位民進黨的分析家（劉世忠）就提醒她，她要好好設法說服美國人相信她的兩岸政策，「因為美國在意台海和平與穩定，會在她訪美時向她尋求確認[89]。」
2. 2012年1月12日，前美國在台協會（AIT）台北辦事處處長包道格接受中天新聞專訪時稱，美國政府認為，台灣共識完全不具有可行性，蔡英文訪問美國時所提出的對兩岸關係的保證過於空泛，讓美國政府無法安心；包道格認為，台灣共識無法成為增進兩岸關係的實質性進展的基礎，台灣可能需要幾十年才能形成一個統一觀點的共識，九二共識才符合美國利益[90]。2014年2月12日，包道格接受中評社專訪時說，民進黨要求行政院大陸委員會主任委員王郁琦在王張會中不得談政治議題、不得呼應一中框架，但張王會談中雙方都重申九二共識；如果不能談九二共識，或者不能談九二共識中蘊含的一些想法，就無法處理兩岸政策；美國將持續關注民進黨內部的辯論，看民進黨在2016年選舉之前如何處理兩岸關係[91]。
3. 2012年1月13日，美國在台協會發言人萬德福（Christopher Kavanagh）說，包道格「是一個美國平民，發言不代表美國政府」，「我要強調：台灣將舉行總統大選，不論哪位候選人當選，美國政府都可以接受」。
4. 2014年9月12日，卜睿哲說，民主國家選民透過選票決定國家領導人，美國認為不應對特定候選人表示偏好，但國家領導人政策走向牽涉美國利益，因此儘管美國面臨兩難，但美國不會悶不吭聲；他說，美國的根本利益在於包括台灣海峽在內的西太平洋地區的和平與穩定，這個利益受到許多因素影響，其中一個因素是中華民國政府的政策，「台灣選舉結果會如何影響美國的利益，美國覺得有必要表達看法」，美國希望見到台灣推動和平與安全的政策，「我們有義務提醒台灣選民：美國有此利益，台灣選民投票的結果也與此相關」；他還說，2011年9月《金融時報》引述美國政府官員談話質疑蔡英文可能升高台海兩岸緊張關係，事後美國與台灣多位消息人士都透露這位官員是白宮國家安全顧問托马斯·唐尼隆[92][93]。2014年10月28日，卜睿哲說，有民進黨立法委員指控他與包道格的發言有「挺國民黨」立場，他要進一步了解「民進黨朋友」說了什麼，但他從未試圖告訴台灣選民如何投票；他自嘲，如果他與包道格的發言能影響台灣選舉，「很適合政治科學家好好研究」[94]。2015年2月6日，針對蔡英文曾經抨擊九二共識是國共兩黨的協議，卜睿哲說，九二共識其實是由中華民國政府和中華人民共和國政府授權的兩個機構達成的共識，“我不同意這是黨與黨之間協議的說法”[95]。
5. 2012年1月13日，民進黨邀請來台灣觀選的前美國阿拉斯加州州長法蘭克·穆考斯基則批評，包道格接受中天新聞專訪說的那句話是不負責任、對台灣選民不公平；包道格則在拜會經濟部後澄清：「我沒有介入台灣選舉[96]。」
6. 2014年12月6日，美國史密斯學院教授史蒂芬·戈迪溫（Steven Goldstein）說，2012年總統大選前，美國政府透過《金融時報》對蔡英文處理兩岸關係手法表達憂慮是自然的，即使不透過《金融時報》也會透過其他媒體；經過那次教訓，民進黨或許變得更為務實，而美國應該對「蔡英文2.0版」持開放態度；但美國依然可能重演2012年的作法，因為這涉及美國利益，所以「如果台灣超越我們利益的界限，我們不僅會說出來，而且還會施壓」[97]。他說，希望2016年總統大選，美國政府保持更加開放的態度，相信蔡英文是個想法周全的人、在民進黨內比較克制；「讓我們假定：民進黨的不同派別，能從上次選舉中吸取教訓，認識到台灣獨立不是選項」[98]。
7. 2015年3月20日，前美國在台協會執行理事施藍旗（Barbara Schrage）說，2011年9月蔡英文訪問美國，美國政府希望聽到的是她處理台海議題的計畫是什麼，但她的說法令人失望；如果蔡英文不嘗試其他新說法，美國政府不會輕易讓她過關，「坦白講，我不會想處於蔡英文的情況」；民進黨必須瞭解台海議題的嚴重性，不可能輕易擱置九二共識，應該嘗試找出原則，至少某種程度回應想要維持台海穩定的中國大陸、美國與台灣民眾；台灣人民投票選出未來的總統與立法委員之前，必須提前知道民進黨勝選後會如何處理兩岸關係，不該一知半解[99]。施藍旗說，台灣民主是美台關係的基礎，美國政府介入民主程序並不適當，但鼓勵兩岸延續和平互動符合美國的利益；根據這些原則，她相信，美方現在與未來都會積極尋求機會，低調施壓民進黨高層尤其是蔡英文，縮小台灣與中國大陸政策的差異；民進黨高層應將美國與國際社會對兩岸關係的關切納入考量，並直接向他們說明；如果民進黨領袖無法提出說法回應國際的關切，或延宕說明，或在選後才提出無法令人滿意的共識，都無法降低國際或台灣社會對民進黨的疑慮[100]。2015年3月21日，AIT發言人金明說，美國政府不會要求退休官員能講什麼或不能講什麼，重要的是施藍旗的講話不代表美國政府[101]。2015年4月22日，卜睿哲說，施藍旗的講話是她的個人觀點，他與施藍旗工作5年，他瞭解施藍旗真心關切台灣與美台關係；施藍旗談到台灣的主題，除了是肺腑之言，當然也經過深思熟慮[102]。

## 後續回應
1. 2011年9月17日，蔡英文說，馬英九說「一中各表」與「不統、不獨、不武」就是台灣共識，馬英九與金溥聰的說法有衝突，她現在在美國，她不評論金溥聰的言論[8]。
2. 2014年9月13日，民進黨秘書長吳釗燮說，他「聽到、注意到、並且尊重」卜睿哲的說法，但若美國還認為民主是其外交政策主軸，美國就應該了解「台灣民主選舉是讓台灣人民展現自由意志的時刻，而不是給台灣人民只有中國的選擇」，否則既不符合民主精神、也不符合美國外交政策、也違反《台灣關係法》[103]。

## 其他
1. 2014年9月13日，針對2014年9月12日的卜睿哲談話，淡江大學美洲研究所教授陳一新說，面對南北韓、伊拉克、烏克蘭等情勢發展，美國絕對希望西太平洋地區穩定，不可能希望台海情勢混亂，這才符合美國利益，卜睿哲這番談話算是「事先表態」、要讓台灣選民清楚「究竟要選擇台海情勢混亂或穩定」。同日，康寧大學人文資訊學院院長鄭端耀說，過去美國學者發表對台灣選舉看法時總是語帶保留，但卜睿哲這番談話直接且坦白地在事前提示台灣選民，美國關切如何維持西太平洋地區及台海情勢穩定[104]。
2. 2021年4月1日，卜睿哲接受《聯合報》視訊專訪時解釋，他在天下文化發表的新書《艱難的抉擇：台灣對安全與美好生活的追求》中文版提到美國不應對台灣「開綠燈」，意即「美國不該告訴台灣領導人：你可為自己的未來採取任何行動，即使這將會引發戰爭，我們也會不計代價保衛你」[105]。

## 註解
1. ↑  . 蘋果日報. 2011-08-24  [2015-03-10]. （原始内容存档于2019-05-02）.
2. ↑  . 國家政策研究基金會.   [2022-08-28]. （原始内容存档于2022-08-28） （中文（臺灣））.
3. ↑  . www.dpp.org.tw. 2013-07-04  [2022-09-07]. （原始内容存档于2022-12-06）. 面對中國，台灣不能放棄的核心價值是什麼？我們要追求的理想是什麼？三年前，我率先提出台灣共識，主張「生存是王道，民主是基石」，我主張的台灣共識是指台灣人經過多少代、幾百年的努力，所建立起來，生死與共，每天生存、生活的共識。如果不能存在，還談什麼未來？如果不能保有現在民主的機制，過自由、民主的生活，保有未來須由民主決定的最基本核心價值，那我們只是存在，又有什麼意義？
4. 1 2  李欣芳、吳正庭. . 自由時報. 2011-08-24  [2014-02-28]. （原始内容存档于2012-10-20） （中文（臺灣））.
5. ↑  鄒麗泳. . 中評社. 2012-01-04  [2015-01-12]. （原始内容存档于2019-05-02） （中文（香港））.
6. ↑  鄒麗泳. . 中評社. 2011-09-14  [2014-03-01]. （原始内容存档于2019-05-01） （中文（香港））.
7. ↑  傅依傑. . 聯合晚報. 2011-09-17 （中文（臺灣））.
8. 1 2  林政忠、傅依傑. . 聯合報. 2011-09-18 （中文（臺灣））.
9. 1 2  林政忠、李光儀. . 聯合報. 2011-09-19 （中文（臺灣））.
10. ↑  黃筱筠. . 中評社. 2011-10-04  [2013-04-13]. （原始内容存档于2019-05-01） （中文（香港））.
11. ↑  林紳旭. . 中央通訊社. 2011-10-08  [2014-09-06]. （原始内容存档于2014-09-06） （中文（臺灣））.
12. ↑  蔡英文競選總統辦公室新聞部. . 蔡英文競選總統辦公室. 2012-01-07  [2013-08-24]. （原始内容存档于2014-04-20） （中文（臺灣））.
13. ↑  林修卉、郭建伸. . 台灣蘋果日報. 2014-06-01  [2014-06-02]. （原始内容存档于2017-06-23） （中文（臺灣））.
14. ↑  宋秉忠. . 旺報. 2014-06-01  [2014-07-20]. （原始内容存档于2019-05-02） （中文（臺灣））.
15. ↑  林深靖. . 大眾時代. 2011-09-01  [2015-01-12]. （原始内容存档于2015-01-12） （中文（臺灣））.
16. ↑  林寶慶. . 聯合晚報. 2011-09-14 （中文（臺灣））.
17. ↑  作者：小笠原欣幸. . 大家出版, 2021. 2021年7月13日  [2021年11月9日]. ISBN 9789865562106. （原始内容存档于2021年11月9日） （中文（臺灣））.
18. ↑  黃筱筠. . 中評社. 2011-08-24  [2013-08-04]. （原始内容存档于2019-05-02） （中文（香港））.
19. ↑  何孟奎. . 中央通訊社. 2012-03-11  [2014-09-20]. （原始内容存档于2015-06-15） （中文（臺灣））.
20. ↑  彭媁琳. . 中評社. 2015-06-04  [2015-06-14]. （原始内容存档于2019-05-02） （中文（香港））.
21. ↑  黃筱筠. . 中評社. 2011-09-15  [2014-03-01] （中文（香港））.
22. ↑  安娜·費菲爾德、鄺彥暉、席佳琳. . 金融時報中文網. 2011-09-16  [2014-03-01]. （原始内容存档于2019-05-02） （中文（繁體））.
23. ↑  鄒麗泳. . 中評社. 2011-09-16  [2014-03-01]. （原始内容存档于2019-05-02） （中文（臺灣））.
24. ↑  潘彥瑞、陳藝緯. . TVBS新聞. 2011-09-16  [2014-03-01] （中文（臺灣））.[永久]
25. ↑  陳芳明. . 時報周刊第1766期. 2011-12-22  [2013-12-22]. （原始内容存档于2013-12-24） （中文（臺灣））.
26. ↑  洪智坤. . 美麗島電子報. 2012-02-16  [2013-06-29]. （原始内容存档于2014-01-10） （中文（臺灣））.
27. ↑  鄭宏斌. . 聯合報. 2014-09-14  [2014-09-14] （中文（臺灣））.
28. ↑  黃名璽. . 中央通訊社. 2011-10-09  [2014-09-06]. （原始内容存档于2014-09-06） （中文（臺灣））.
29. ↑  林紳旭. . 中央通訊社. 2011-10-09  [2014-09-06]. （原始内容存档于2014-09-06） （中文（臺灣））.
30. ↑  曾依璇. . 中央通訊社. 2011-12-30  [2014-06-21]. （原始内容存档于2016-03-04） （中文（臺灣））.
31. ↑  江今葉、李淑華. . 中央通訊社. 2011-09-15  [2014-03-01]. （原始内容存档于2013-12-03） （中文（臺灣））.
32. ↑  陳平. . 聯合晚報. 2011-09-14 （中文（臺灣））.
33. ↑  李明賢. . 中國時報. 2011-09-16  [2014-03-01]. （原始内容存档于2019-05-02） （中文（臺灣））.
34. ↑  黃名璽. . 中央通訊社. 2011-09-15  [2014-03-01]. （原始内容存档于2016-03-05） （中文（臺灣））.
35. ↑  陳志平. . 聯合晚報. 2011-09-20 （中文（臺灣））.
36. ↑  晏明強、羅印冲. . 旺報. 2015-05-19  [2015-05-25] （中文（臺灣））.
37. ↑  陳雅芃. . 聯合晚報. 2012-01-19 （中文（臺灣））.
38. ↑  鄭閔聲. . 中國時報. 2012-01-30 （中文（臺灣））.
39. ↑  鄭閔聲、朱真楷. . 中國時報. 2012-02-16  [2013-06-29] （中文（臺灣））.
40. ↑  呂秀蓮. . 呂秀蓮的部落格. 2012-02-19  [2014-07-20]. （原始内容存档于2019-05-02）.
41. ↑  辜寬敏. . 搶救台灣行動聯盟. 2011-10-13  [2014-03-16]. （原始内容存档于2016-03-04） （中文（臺灣））.
42. ↑  李欣芳. . 自由時報. 2012-01-21  [2014-09-06]. （原始内容存档于2020-08-09） （中文（臺灣））.
43. ↑  林政忠. . 聯合報. 2012-01-21  [2014-03-16]. （原始内容存档于2014-10-19） （中文（臺灣））.
44. ↑  葉素萍. . 中央通訊社. 2015-02-04  [2015-02-13]. （原始内容存档于2016-03-07） （中文（臺灣））.
45. ↑  鄒麗泳. . 中評社. 2011-08-27  [2015-04-04]. （原始内容存档于2019-05-01） （中文（香港））.
46. ↑  李鴻典. . 今日新聞網. 2011-12-06  [2015-10-09]. （原始内容存档于2016-03-05） （中文（臺灣））.
47. ↑  蘇龍麒. . 中央通訊社. 2012-10-24  [2013-08-07]. （原始内容存档于2013-12-24） （中文（臺灣））.
48. ↑  郭正亮. . 美麗島電子報. 2013-07-29  [2013-11-27]. （原始内容存档于2013-12-03） （中文（臺灣））.
49. ↑  郭正亮. . 美麗島電子報. 2013-09-26  [2015-02-17]. （原始内容存档于2014-03-29） （中文（臺灣））.
50. ↑  盧素梅. . 旺報. 2013-12-30  [2014-03-09]. （原始内容存档于2019-05-02） （中文（臺灣））.
51. ↑  郭正亮. . 美麗島電子報. 2014-09-15  [2015-02-17]. （原始内容存档于2015-02-17） （中文（臺灣））.
52. ↑  朱真楷. . 中國時報. 2013-11-18  [2013-11-23]. （原始内容存档于2014-06-06） （中文（臺灣））.
53. ↑  楊明珠. . 中央通訊社. 2013-12-01  [2013-12-22]. （原始内容存档于2013-12-24） （中文（臺灣））.
54. ↑  葉素萍. . 中央通訊社. 2014-05-17  [2014-06-13]. （原始内容存档于2016-03-04） （中文（臺灣））.
55. ↑  朱真楷、楊舒媚、林佩怡. . 中國時報. 2014-01-14  [2014-01-15]. （原始内容存档于2019-05-02） （中文（臺灣））.
56. ↑  朱真楷. . 中國時報. 2014-02-14  [2014-02-15]. （原始内容存档于2019-05-02） （中文（臺灣））.
57. ↑  溫貴香. . 中央通訊社. 2012-02-27  [2015-02-18]. （原始内容存档于2015-02-18） （中文（臺灣））.
58. ↑  林朝億. . 新頭殼. 2014-01-09  [2014-01-16]. （原始内容存档于2014-03-23） （中文（臺灣））.
59. ↑  鄒麗泳. . 中評社. 2014-01-16  [2014-01-16]. （原始内容存档于2019-05-02） （中文（香港））.
60. ↑  張旭成. . 民報. 2014-02-05  [2014-02-27]. （原始内容存档于2019-05-03） （中文（臺灣））.
61. ↑  鄒麗泳. . 中評社. 2014-05-19  [2014-05-23]. （原始内容存档于2019-05-01） （中文（香港））.
62. ↑  黃筱筠. . 中評社. 2014-05-22  [2014-05-22]. （原始内容存档于2019-05-02） （中文（香港））.
63. ↑  洪智坤. . 東網. 2014-05-28  [2015-05-04]. （原始内容存档于2019-05-02） （中文（香港））.
64. ↑  鄒麗泳. . 中評社. 2014-06-23  [2014-06-29]. （原始内容存档于2019-05-02） （中文（香港））.
65. ↑  張百達. . 今日導報. 2015-02-05  [2015-02-13]. （原始内容存档于2020-08-12） （中文（臺灣））.
66. ↑  沈富雄. . 中國時報. 2015-07-16  [2015-07-19]. （原始内容存档于2019-05-02） （中文（臺灣））.
67. 1 2  黃惠玟. . 中評社. 2011-09-19  [2013-11-29]. （原始内容存档于2019-05-01） （中文（香港））.
68. 1 2 3 4  台灣競爭力論壇在立法院請願接待室舉辦「如何推動『九二共識』結合『台灣共識』的『台灣全民共識』」研討會。
69. ↑  郭乃日. . 聯合報. 2011-09-15 （中文（臺灣））.
70. ↑  王高成. . 聯合報. 2011-09-15 （中文（臺灣））.
71. ↑  趙家麟. . 中評社. 2011-09-16  [2014-03-01]. （原始内容存档于2019-02-09） （中文（香港））.
72. ↑  趙家麟. . 中評社. 2011-12-30  [2013-12-22]. （原始内容存档于2019-05-01） （中文（香港））.
73. ↑  蘇明陽. . 台灣e新聞. 2012-10-30  [2014-06-02]. （原始内容存档于2016-08-20） （中文（臺灣））.
74. ↑  李毓峰. . 中國時報. 2013-06-03  [2015-05-31]. （原始内容存档于2019-05-02） （中文（臺灣））.
75. ↑  蔡百銓. . 《台灣守護周刊》第106期. 2014-01-23  [2014-02-27]. （原始内容存档于2017-07-06） （中文（臺灣））.
76. ↑  鄒麗泳. . 中評社. 2014-12-07  [2014-12-07]. （原始内容存档于2017-12-01） （中文（香港））.
77. ↑  林成蔚. . 新台灣國策智庫. 2014-12-06  [2015-05-02]. （原始内容存档于2015-09-28） （中文（臺灣））.
78. ↑  倪永. . 中國時報. 2014-07-14  [2014-07-20] （中文（臺灣））.
79. ↑  康子仁. . 中評社. 2011-09-17  [2013-11-29]. （原始内容存档于2019-05-02） （中文（香港））.
80. ↑  黃蔚. . 中評社. 2014-12-04  [2015-01-10]. （原始内容存档于2019-05-01） （中文（香港））.
81. ↑  邱瓊平. . 聯合晚報. 2012-01-03 （中文（臺灣））.
82. ↑  黃如萍. . 中國時報. 2012-01-04 （中文（臺灣））.
83. ↑  單厚之. . 中國時報. 2012-01-13 （中文（臺灣））. 包道格指出，如果蔡英文贏了選舉，「美國將會很快地送來一個高層代表，試圖再傳遞訊息給她，要她維持現狀，而且要她找出超越她在競選期間所承諾的方式來維持現狀，給美國一些信心，顯示她可以處理兩岸關係」。
84. ↑  孫慶餘. . 台灣蘋果日報. 2012-01-16  [2015-02-15]. （原始内容存档于2016-03-08） （中文（臺灣））.
85. ↑  桑品載. . 中國時報. 2013-06-20  [2014-06-02]. （原始内容存档于2013-06-25） （中文（臺灣））.
86. ↑  孫慶餘. . 中國時報. 2013-09-09  [2013-12-22]. （原始内容存档于2019-05-02） （中文（臺灣））.
87. ↑  徐宗懋. . 中國時報. 2013-12-05  [2014-11-30]. （原始内容存档于2019-05-02） （中文（臺灣））.
88. ↑  王鼎鈞. . 今日新聞網. 2014-01-13  [2015-02-19]. （原始内容存档于2016-03-06） （中文（臺灣））.
89. ↑  劉屏. . 旺報. 2012-01-07  [2014-03-01]. （原始内容存档于2016-03-11） （中文（臺灣））.
90. ↑  包道格：美看台灣共識 都認為是不可能的 （页面存档备份，存于） 中天新聞獨家專訪 2012-01-12
91. ↑  東暉. . 中評社. 2014-02-13  [2014-03-09] （中文（香港））.
92. ↑  劉屏. . 中國時報. 2014-09-14  [2014-09-14]. （原始内容存档于2019-05-02） （中文（臺灣））.
93. ↑  賴昭穎. . 聯合晚報. 2014-09-13  [2014-09-14]. （原始内容存档于2015-02-17） （中文（臺灣））.
94. ↑  仇佩芬. . 風傳媒. 2014-10-28  [2015-04-04]. （原始内容存档于2020-03-27） （中文（臺灣））.
95. ↑  余東暉. . 中評社. 2015-02-07  [2015-02-17]. （原始内容存档于2019-05-01） （中文（香港））.
96. ↑  陳郁仁、張麗娜、黃馨儀. . 台灣蘋果日報. 2012-01-14  [2013-06-29]. （原始内容存档于2016-08-05） （中文（臺灣））.
97. ↑  劉屏. . 中國時報. 2014-12-07  [2014-12-07]. （原始内容存档于2019-05-02） （中文（臺灣））.
98. ↑  余東暉. . 中評社. 2014-12-07  [2014-12-07]. （原始内容存档于2019-05-02） （中文（臺灣））.
99. ↑  廖漢原. . 中央通訊社. 2015-03-21  [2015-03-29]. （原始内容存档于2016-03-04） （中文（臺灣））.
100. ↑  廖漢原. . 中央通訊社. 2015-03-21  [2015-03-29]. （原始内容存档于2016-03-04） （中文（臺灣））.
101. ↑  林修卉、陳培煌、晏明強. . 台灣蘋果日報. 2015-03-22  [2015-03-22]. （原始内容存档于2016-03-12） （中文（臺灣））.
102. ↑  廖漢原. . 中央通訊社. 2015-04-23  [2015-04-27]. （原始内容存档于2017-03-25） （中文（臺灣））.
103. ↑  葉素萍. . 中央通訊社. 2014-09-13  [2014-09-14]. （原始内容存档于2016-03-04） （中文（臺灣））.
104. ↑  謝佳珍. . 中央通訊社. 2014-09-13  [2014-09-14]. （原始内容存档于2016-03-04） （中文（臺灣））.
105. ↑  張加、張文馨. . 聯合報. 2021-04-02  [2021-08-14]. （原始内容存档于2021-08-14） （中文（臺灣））.